# Margines bezpieczeństwa

## Margines bezpieczeństwa
Margines bezpieczeństwa (w skrócie Mb) to nadwyżka bieżącej lub planowanej wielkości sprzedaży (xp) ponad wyznaczony próg rentowności (x):
Mb = xp-x

a więc
Mb = (sprzedaż rzeczywista – sprzedaż krytyczna) / sprzedaż rzeczywista

Przy progu rentowności wynoszącym 100 sztuk, każda sprzedaż ponad tę liczbę będzie oznaczać margines bezpieczeństwa, czyli pewność, że zostanie osiągnięty zysk. Próg ten można wyrazić także w ujęciu względnym:
Mb% = (xp-x/xp) *100
W istocie więc, margines bezpieczeństwa jest odpowiedzią na pytanie, o ile (sztuk lub procent) można zmniejszyć planowaną sprzedaż, aby w dalszym ciągu znaleźć się w progu rentowności. W celu obliczenia marginesu bezpieczeństwa, oprócz jednostek naturalnych, można wykorzystać również przychody ze sprzedaży.
Margines bezpieczeństwa pozwala ocenić firmie, jak blisko znajduje się progu rentowności. Im niższy jest margines bezpieczeństwa, tym skrupulatniej należy obserwować i kontrolować sprzedaż i koszty, tym łatwiej bowiem znaleźć się poniżej progu rentowności.
Współczynnik bezpieczeństwa określa odchylenie pomiędzy rzeczywistym a krytycznym rozmiarem działalności. Odchylenie to wyraża się w wielkości względnej (procentowej) w stosunku do rzeczywistej sprzedaży.
Charakterystyczne wartości współczynnika bezpieczeństwa:
- Wb≈1 – sytuacja bezpieczna, daleka od punktu krytycznego;

- Wb≈0 – blisko punktu krytycznego, działalność nie przynosi zysków;

- Wb<0 – nie osiągnięto jeszcze punktu krytycznego, działalność przynosi straty.

Współczynnik ten powinien być dodatni i bliski jedności, co oznacza możliwie duże oddalenie od punktu krytycznego V0 lub S0. Margines bezpieczeństwa jest często stosowany do oceny dwóch lub więcej możliwości postępowania. Przedsięwzięcie, dla którego współczynnik bezpieczeństwa jest wyższy, czyli miara ryzyka poniesienia straty jest mniejsza, może uzyskać aprobatę.